# Кеницы (деревня)
Кеницы — деревня в Холмогорском районе Архангельской области.

## География
Находится в центральной части Архангельской области на расстоянии приблизительно 11 км на север-северо-восток по прямой от административного центра района села Холмогоры на правом берегу реки Северная Двина.

## История
В 1859 году здесь (тогда деревня Холмогорского уезда Архангельской губернии) было учтено 23 двора. До 2022 года входила в Луковецкое сельское поселение до его упразднения.

## Население
Численность населения: 122 человека (1859 год), 9 (русские 100 %) в 2002 году, 1 в 2010.